# Chacarilla (Bolivia)
Chacarilla es una localidad y municipio de Bolivia, ubicado en la provincia de Gualberto Villarroel del departamento de La Paz. El municipio tiene una superficie de 350 km², y cuenta con una población de 2004 habitantes (según el Censo INE 2012). La localidad se encuentra ubicado a 172 km de la ciudad de La Paz, sede de gobierno del país.
El municipio fue creado junto a la provincia de Gualberto Villarroel mediante Ley Nº 235 del 31 de diciembre de 1962 durante el gobierno de Víctor Paz Estenssoro.
La fiesta más importante es la venerada a la Virgen del Rosario, en octubre.

## Geografía
El municipio se encuentra en la meseta del Altiplano boliviano entre la Cordillera Occidental y la Cordillera Oriental, presentando una topografía plana a semi plana con cerros de mediana altura. Su piso ecológico está clasificado como estepa puneña seca según Holdridge. Las elevaciones más importantes en su territorio son el Cerro Cosillani (3.943 m s. n. m.), el Cerro Huaro Huayo (4.108 m s. n. m.) y el Cerro Pampajasi (3.974 m s. n. m.).
El clima es frío y semiárido, con una temperatura promedio anual de 10 °C, con precipitaciones de 150 a 200 mm anuales.
Los ríos más importantes que surcan la región son el Chacarilla, el Mekha Jahuira, el Totora y el Desaguadero, pertenecientes a la cuenca del sistema endorreico Titicaca-Desaguadero-Poopó-Salar de Coipasa.
El municipio ocupa la parte occidental de la provincia, al sur del departamento de La Paz. Limita al norte con la provincia de Aroma, al oeste con la provincia de Pacajes, al sur con el departamento de Oruro, y al este con el municipio de San Pedro de Curahuara.

## Demografía
De acuerdo con el censo boliviano de 2024, la población del municipio de Chacarilla es de 2 031 habitantes.
La población del municipio creció alrededor de dos tercios entre 1992 y 2024:
| Año  | Habitantes (municipio) | Fuente |
| ---- | ---------------------- | ------ |
| 1992 | 1199                   | Censo  |
| 2001 | 1566                   | Censo  |
| 2012 | 2004                   | Censo  |
| 2024 | 2031                   | Censo  |

## Economía
La principal actividad económica del municipio es la agricultura, con cultivos de papa amarga, hortalizas, cebada, producción destinada principalmente al consumo familiar, en tanto que los excedentes son comercializados en la feria de Patacamaya. En cuanto a la ganadería, la camélida es la más importante seguida por la cría de ovinos, que es comercializada en pie en Patacamaya y faenada en la ciudad de La Paz.
La pesca, especialmente de trucha, es otra actividad a la cual se dedica la población, la misma que está destinada en parte al autoconsumo.
Entre sus atractivos turísticos están las iglesias coloniales de la zona, en especial la Iglesia de Rosa Pata que data del año 1788 que se constituye en una unidad que evidencia la asimilación de América a la cultura europea y el aporte indígena paralelo. En la comunidad de Chujña Quta, cerca al río Desaguadero, está un sitio arqueológico donde se encuentran chullpares antiguos, que constituyen alternativas potenciales turísticas.